# 精密國際AWM狙擊步槍
精密國際AWM（Accuracy International Arctic Warfare Magnum）為英國精密國際研發的北極作戰系列的狙擊步槍，另稱AWSM（Accuracy International Arctic Warfare Super Magnum），AWSM較常指搭載著.338 Lapua Magnum的AWM。

## 使用國家
- 亞美尼亞 — AWSM — .338 Lapua Magnum
- 比利时 — AWSM — .338 Lapua Magnum
- 丹麦 — AWSM — .338 Lapua Magnum
- 法國
- 德国 — AWM — .300 Winchester Magnum
- 希腊 — AWSM — .338 Lapua Magnum
- 印度尼西亞 — AWSM — .338 Lapua Magnum
- 爱尔兰
- 義大利
- 马来西亚
- 馬爾他
- 荷蘭 — AWSM — .338 Lapua Magnum
- 波蘭— AWM-F — .338 Lapua Magnum
- 葡萄牙 — AWSM — .338 Lapua Magnum
- 俄羅斯
- 挪威 — AWM — .300 Winchester Magnum
- 新加坡
- 叙利亚
- 土耳其
- 乌克兰
- 英国 — AWSM — .338 Lapua Magnum
- 美国 — AWM — 7 mm Remington Magnum、.300 Winchester Magnum

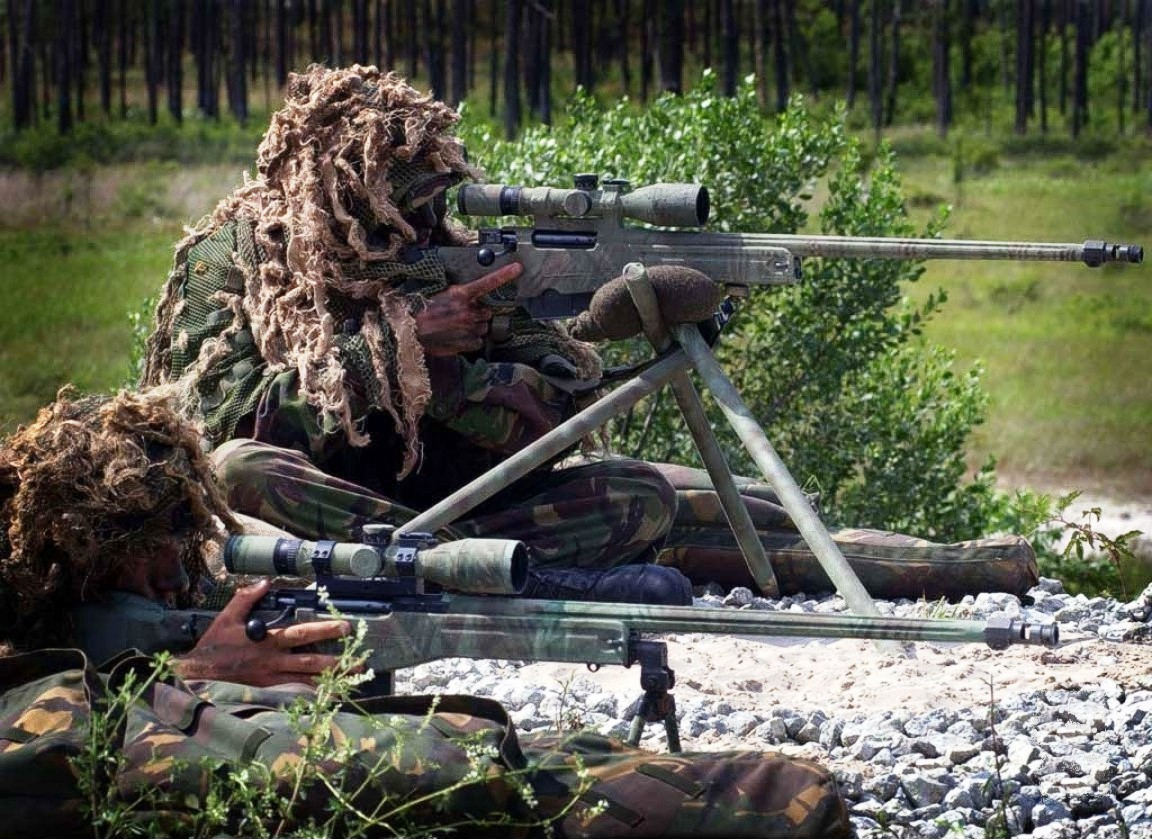
英國皇家海軍狙擊手使用L115A1

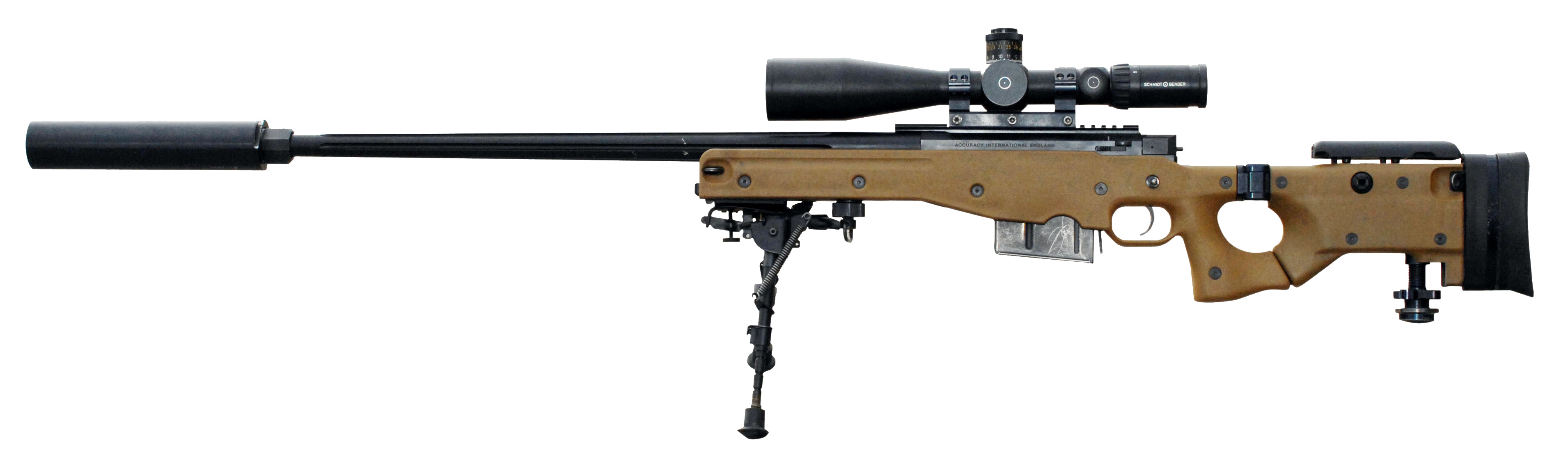
L115A3

### 英國陸軍
英國陸軍主要把搭載著.338 Lapua Magnum的AWSM改裝並且命名為L115A1，L115A1也搭載著施密特-本德爾3-12 × 50 PM II瞄準鏡，子彈口徑則為7.62×51毫米NATO，就如同以前使用的PM步槍（英軍命名為L96A1），至於L96A1的改良版本－L118A1，也已經在一些軍事行動中使用過。
英軍主要是今年度才使用AWSM供皇家海軍或是陸軍於阿富汗、伊拉克等地使用。
2009年11月，陆军中士克雷格·哈里遜在阿富汗南部赫尔曼德省穆萨堡山区使用一支L115A3在2,475米（8,120英尺）外射杀两名塔利班武装人员，创下世界远程狙击的新纪录，至2017年6月才被加拿大第2聯合特遣部隊狙擊手用C15狙擊步槍(TAC-50)以3540米的距離打破。。

### 德國陸軍
自1998年德國聯邦國防軍製作AWM-F並且搭載著.300 Winchester Magnum（7.62×67毫米）子彈、德國廠商蔡司公司3—12 × 56 SSG光學瞄準鏡，並且命名為G22。G22有可摺疊的槍托以及緊急用金屬準星，德國聯邦國防軍聲稱G22的射程1,100公尺。
德國彈藥製造商MEN也有生產為G22而做的7.62×67毫米子彈。

### 荷蘭軍隊
AWSM主要自1997年開始供荷蘭皇家陸軍使用，包括底下的特種部隊以及空軍第11機動團狙擊手使用，而荷蘭海軍陸戰隊主要自2007年開始使用，搭載著施密特-本德爾3—12 × 50 PM II瞄準鏡，荷蘭軍隊聲稱他們的AWSM有效射程為1,400公尺。

### 挪威特種部隊
主要由海軍特種部隊、陸軍特種部隊狙擊手做為主要槍枝，搭載.300 Winchester Magnum子彈、Schmidt & Bender瞄準鏡。

## 外部連結
- （英文）—Modern Firearms （页面存档备份，存于）
- （英文）—AWM圖片
- （英文）—demigodllc.com上AWSM圖片以及demigodllc.com上AWSM和TRG-42圖片
- （英文）—snipercentral.com上AWSM（L115A1）資料
- （中文）—槍炮世界—AWM（SM） （页面存档备份，存于）